# لاتین‌نویسی

لاتین الفبای رسمی است
لاتین الفبای دوم است

لاتین‌نویسی یا لاتین‌سازی (به انگلیسی: latinization) همچنین رومی‌نویسی یا رومی‌سازی (به انگلیسی: Romanization) در زبان‌شناسی به معنای تبدیل نوشتار از یک خط به خط لاتین است. لاتین‌نویسی شامل نویسه‌گردانی، برای نمایش متن، ترانویسی، یا گفتار یا هردوی آن‌هاست.
کشورهای غربی برای استانداردسازی تلفظ متون کشورهای غیرلاتین‌زبان استاندارهای بسیاری تدوین کرده‌اند که از آن جمله می‌توان به لاتین‌نویسی الا-ال‌سی، DIN 31635، الفبای آوانگاری بین‌المللی اشاره کرد.

## لاتین‌نویسی فارسی
پس از ارائهٔ چندی از الفباها و اصول غیررسمی که با شکست روبه‌رو شدند، لاتین‌نویسی فارسی بر پایهٔ یک دبیرهٔ نو با عنوان الفبای دوم برای زبان فارسی معرفی شد که دارای قواعد جامع و محکمی است. در این شیوه‌نامه دوگانگی‌ها و ابهام‌ها از بین رفته است زیرا برای هر واج تنها یک نویسه وجود دارد و دیگر برای نگارش یک واج، چند حرف پیوسته مانند ch نیست. برای نمونه در این دبیره برای نگارش واج چ از نویسهٔ č استفاده می‌شود، پس واژهٔ چوب، čub نوشته می‌شود یا x برای خ، q برای غ و ق، w (و) در واژه‌هایی چون Nowruz. در این شیوه‌نامه مدرن افزون بر بکارگیری هر ۲۶ حرف الفبای انگلیسی، ۴ حرف دیگر برپایه حروف لاتین (برای حروف چ، ش، ژ، آ) افزوده شده تا برای هر واج، نویسه‌ای باشد؛ سه واج هفتکدار š , ž , č و یک واکه ماکرون‌‌دار ā بدین ترتیب الفبای دوم پارسی دارای ۲۹ حرف می‌باشد.
این شیوه‌نامه مورد توجه انجمن‌های ایرانیان بیرون کشور، تاجیک‌ها که خط‌شان سیریلیک بوده و حتی ایرانیان درون قرار گرفته و برپایه آن کتاب‌هایی آموزشی نیز برای نسل‌های سوم و چهارم ایرانیان مقیم خارج تهیه شده و حتی کتاب‌هایی چون دیوان حافظ، رباعیات خیام و دانش‌نامه کوچک ایران و نیز در نقشه‌های جدید جغرافیایی و… با این استاندارد لاتین‌نویسی شده‌اند.

## لاتین‌نویسی عربی/فارسی معرّب
تا مدت‌ها استاندارد رسمی برایِ آوانگاری فارسی به خطِ لاتین نبود. در سال ۱۳۸۲ نظام آوانگاری کلی نام‌های جغرافیایی ایران ارائه شد و پس از آن برای تصویب به گروه متخصصان نام‌های جغرافیایی سازمان ملل ارسال شد و سرانجام در نهم اوت ۲۰۱۲ در دهمین کنفرانس بین‌المللی استانداردسازی نام‌های جغرافیایی، به‌عنوان یکی از شیوه‌های لاتین‌نویسی مورد قبول سازمان ملل، به‌تصویب رسید. پس از آن در سال ۱۳۹۱ شمسی، این استاندارد با عنوانِ "شیوه‌نامه آوانگاریِ کلیِ نام‌های جغرافیاییِ ایران" به همهٔ وزارتخانه‌ها و نهادهایِ دولتی برایِ اجرا ابلاغ شد. البته پیشتر در دههٔ ۵۰ الگویی نزدیک به این شیوه‌نامه، نخستین بار توسط دکتر محمد معین در واژه‌نامه فرهنگ معین برای نمایش بهتر تلفظ‌ها بکار برده شده بود و الفبای معین بر اساس آن الفبای قدیمی بنا گشته است.
از ویژگی‌هایِ این شیوه‌نامه، به کار بردن نویسهٔ /x/ برای آوای /خ/ و نویسهٔ /q/ برای آوای /ق/ است.

### الفبای تاجیکی لاتین
زبان تاجیکی یا «فارسی تاجیکی» یکی از گونه‌های زبان فارسی است، که در تاجیکستان در سال‌های ۱۹۲۸ تا ۱۹۴۰ میلادی به‌صورت استاندارد با استفاده از نسخه‌ای مخصوص از خط لاتین نوشته می‌شد.

## لاتین‌نویسی ژاپنی
روماجی (به ژاپنی: ローマ字) در زبان ژاپنی به الفبای لاتین و لاتین‌نویسی واژه‌ها گفته می‌شود. در زبان‌های دیگر گاه به اشتباه لاتین‌نویسی ژاپنی را رومانجی می‌خوانند. روش‌های مختلفی برای لاتین‌نویسی در زبان ژاپنی وجود دارد که سه متد اصلی آن عبارت است از لاتین‌نویسی هپبورن (ヘボン式ローマ字)، لاتین‌نویسی کونریی-شیکی (訓令式ローマ字) و لاتین‌نویسی نیهون-شیکی (日本式ローマ字). سبک‌های مبتنی بر لاتین‌نویسی هپبورن بیش از روش‌های دیگر برای نگارش روماجی به کار گرفته می‌شود.

## لاتین‌نویسی چینی
پین‌یین یا هانیو پین‌یین (به چینی ساده‌شده: 汉语拼音)، (به چینی سنتی: 漢語拼音)، (به پین‌یینی: Hànyǔ Pīnyīn) رایج‌ترین شیوهٔ لاتین‌نویسی زبان چینی ماندارین است.
در شیوهٔ پین‌پین، حروف لاتین را برای نمایش صداها در زبان چینی به کار می‌برند، اما نحوهٔ تناظر این حروف با صداها چندان شبیه به لاتین‌نویسی رایج برای زبان‌های دیگر نیست. برای نمونه، q و zh هر دو نزدیک به «چ» و x نزدیک به «ش» تلفظ می‌شود.
این شیوه در سال ۱۹۵۸ مورد تأیید قرار گرفته و در سال ۱۹۷۹ مورد قبول دولت جمهوری خلق چین قرار گرفت و جانشین سیستم‌های قدیمی‌تر شد.